# Erazm Otwinowski
Erazm Otwinowski (ur. 1524/9 w Liśniku Dużym, zm. w 1614 w Rakowie) – polski poeta renesansowy, działacz reformacyjny (kalwiński, a potem braci polskich). Był jednym z pierwszych w Polsce poetów biblijnych, poprzednikiem Wacława Potockiego. Przez starszych historyków pochopnie utożsamiany z Anonimem-Protestantem.

## Życiorys
Pochodził z niezamożnej rodziny szlacheckiej herbu Gryf, która posiadała niewielki majątek (3 i pół łana ziemi) w Liśniku Dużym (wówczas „Leśnik”). Jako chłopiec przebywał na dworze Piotra Kmity w Wiśniczu, zwolennika Erazma z Rotterdamu. Nauczycielem Otwinowskiego był ks. Marcin z Opoczna. Tam też zetknął się z ruchem reformacyjnym.  
W 1548 roku został polecony przez Kmitę do biskupa chełmińskiego, Tiedemanna Giesego. Jako jego dworzanin był obecny na sejmie piotrkowskim w roku 1549. W 1557 był uczestnikiem poselstwa do Stambułu, co znalazło wyraz w Wypisaniu drogi tureckiej (wydanie – Józef Ignacy Kraszewski, w: Podróże i poselstwa polskie do Turcji, 1860). W 1561 roku wstąpił na służbę do rezydującego w Kraśniku Stanisława Tęczyńskiego, wojewody krakowskiego i starosty lubelskiego, jednego z najważniejszych propagatorów reformacji na Lubelszczyźnie. Razem z nim wziął udział w podróży do Szwecji, podczas której trafił do duńskiego więzienia. Natomiast informacje o tym, jakoby Otwinowski był dworzaninem Jana Dantyszka, albo samego króla, są fałszywe.
Po powrocie zyskał rozgłos dzięki incydentowi religijnemu w Lublinie. Podczas Bożego Ciała w 1564 roku księdzu uczestniczącemu w procesji oświadczył:

Bóg jest w niebie, a więc nie ma go w chlebie, nie ma w twojej puszce.

Następnie wyrwał księdzu monstrancję i rzucił na ziemię i podeptał jako protest przeciwko „ubliżaniu Bogu”. Został oskarżony o bluźnierstwo i postawiony przed sądem sejmowym, na którym bronił go Mikołaj Rej. Ostatecznie został skazany na zapłatę odszkodowania za zniszczoną monstrancję, to jest za stłuczone szkło ksiądz otrzyma: grosz, za zniszczoną hostię szeląg, aby sobie kupił nowe szkło i tę odrobinę mąki.
Otwinowski od 1555 (jako pierwszy spośród szlachty lubelskiej) stał się wyznawcą kalwinizmu, a od 1570 związał się z braćmi polskimi (zwanymi przez przeciwników arianami), był uczestnikiem wielu synodów i dysput religijnych, m.in. z jezuitami w Lublinie. Do późnej starości uczestniczył Otwinowski w Rakowie w pracach zboru ariańskiego.
W 1573 roku Otwinowski dostał od Wilhelma z Rožemberku 100 dukatów za popieranie jego kandydatury do tronu polsko-litewskiego. Wspierał go także podczas kolejnego bezkrólewia.
W 1598 przeniósł się z Leśnika do Rakowa. Zmarł w czerwcu 1614.

## Charakterystyka twórczości
Wiele prac Otwinowskiego zaginęło. Otwinowski przebywał bardzo często w Lublinie, chociaż mieszkał w Liśniku, w ówczesnym powiecie urzędowskim. Z Lublinem była związana jego twórczość poetycka. Z wcześniejszego okresu pochodziła prawdopodobnie złośliwa książeczka pt. Rozprawa piekarza z malarzem o swoich bogach.
Unitarne poglądy zawarł w licznych rozprawach, m.in. Przypowieści Pana Naszego Jezusa Chrystusa, zawierające 139 wierszowanych utworów, opisujących przypowieści z Nowego Testamentu (1599). Z dysput ariańskich czerpał tematykę do swoich wierszy. Otwinowski uczestniczył też w dysputach arian z jezuitami w Lublinie. Dysputę z 1586 roku opisał w wierszowanym utworze pt. Chluba jezuicka.
Interesowała go również sytuacja kobiet w społeczeństwie (w 1580 napisał charakterystyki kobiet występujących w Piśmie Świętym z odniesieniami do współczesności). Cechy idealnej kobiety-chrześcijanki nakreślił w utworze Opisanie pobożnej i statecznej żony i dobrej gospodyni. Zachowała się także książeczka Sprawy abo historie znacznych niewiast (1589), poświęcona żonie Andrzeja Lasoty, arianina. Były to powiastki lub charakterystyki kobiet występujących w Piśmie świętym. Poglądy Otwinowskiego na równość kobiet z mężczyznami w życiu kościelnym odpowiadały poglądom panującym w zborze ariańskim i były bardzo nowoczesne, jak na ówczesną epokę.
Zachowały się fragmenty jego Bohatyrów chrystiańskich – wierszowanych żywotów działaczy reformacyjnych. W dziele tym opisywał „ofiarne czyny pierwszych bojowników reformacji”. Czyny owe ujmował w rymowane obrazki, zaopatrywał w spisy miejscowości, w których znajdowały się pierwsze zbory, spisy pastorów i wyznawców spośród szlachty. Poematem swym obejmował wszystkich pionierów reformacji bez różnicy kierunków, ale przede wszystkim uwzględniał zwolenników antytrynitaryzmu (na 126 nazwisk magnatów i szlachty podał ok. 30 swych współwyznawców, głównie z Lubelszczyzny oraz swych krewniaków – Benedykta i Jerzego Otwinowskich a także Ostrowskich, Suchodolskich, Jana Krzowskiego z Leśnika, na 44 ministrów – 22 arian).
O wiele bardziej interesująca była jednak jego twórczość obyczajowa i satyryczna, ujawniona w powstałym w latach 1562—1567 zbiorze erotyków, fraszek i epigramatów, zachowanych pod pseudonimem „Anonim-Protestant z XVI wieku” (wydany dopiero w roku 1903). Nie brak w nich wyrafinowania, których poza Kochanowskim nie spotyka się w polskiej literaturze renesansowej.

### Utwory
- Erotyki, fraszki, obrazki, epigramaty, powst. 1562–1567, obszerne fragmenty ogł. A. Brückner „Źródła do dziejów literatury i oświaty w Polsce. II. Bezimienny poeta z czasów Zygmunta Augusta”, Biblioteka Warszawska, 1891, t. 2; całość wyd. I. Chrzanowski pt. „Anonima-Protestanta XVI wieku erotyki, fraszki, obrazki, epigramaty”, Kraków 1903, BPP nr 43; erotyki z tego zbioru przedr. T. Sinko pt. Anonimowe pieśni i listy miłosne z XVI w. przy: M. Sęp-Sarzyński „Rytmy”, Kraków 1928, Biblioteka Narodowa, seria I, nr 118; wybór utworów przedr.: S. Czernik, J. Huszcza, J. Saloni Księgi humoru polskiego. Od Reja do Niemcewicza, Łódź 1958; J. Sokołowska Poeci renesansu. Wybór, Warszawa 1959; rękopis znajdował się w Bibliotece Zamoyskich nr 1049 I, (A. Brückner, który odkrył te utwory w sylwie powstałej ok. roku 1590, mylnie wskazał autorstwo Stanisława Porębskiego; S. Kot udowadniał autorstwo Otwinowskiego)
- Sprawy abo historye znacznych niewiast, Kraków 1859 (błędnie podano rok wydania, prawdopodobnie był to 1589), drukarnia A. Rodecki (2 edycje)
- Przypowieści Pana naszego Jezusa, prawdopodobnie Raków 1599, drukarnia S. Sternacki; fragmenty przedr. A. Brückner Dzieje literatury polskiej, t. 1, Warszawa 1903; także wyd. 2 Warszawa 1908; także wyd. 3 Warszawa (1924)
- Bohaterowie chrystiańscy, powst. na początku XVII w. w Rakowie, zaginęło w rękopisie; zwięzły wyciąg w jęz. łacińskim pt. Heroes Christiani wyd. w: A. Węgierski Libri quatuor Slavoniae reformatae, Amsterdam 1679
- Dysputa piekarza z malarzem o swych bogach (zdaniem Estreichera zaginione)
- O głowach i monarchach kościoła rzymskiego (zdaniem Estreichera zaginione)
- Wszystkie niewiasty Starego i Nowego Testamentu cnotliwe i bezbożne (zdaniem Estreichera zaginione)

### Listy i materiały
- Do Jana Zamoyskiego, dat. 24 kwietnia 1593, ogł. W. A. Maciejowski Piśmiennictwo polskie, t. 3 dod., Warszawa 1852
- List P. Kmity do T. Giesego, dat. 27 lipca 1548, ogł. L. Nowak „List Piotra Kmity polecający E. Otwinowskiego”, Ruch Literacki 1934, s. 82–83

### Utwory o autorstwie niepewnym
- Dysputacja z jezuitami (uważane przez Estreichera za zaginione, S. Kot przyznaje autorstwo J. Niemojewskiemu)
- Wypisanie drogi tureckiej, ogł. J. I. Kraszewski „Podróże i poselstwa polskie do Turcji”, Kraków 1860, Biblioteka Polska, seria IV, zeszyt 9; fragmenty przedr. A. Przyboś, R. Żelewski Dyplomaci w dawnych czasach. Relacje staropolskie z XVI–XVIII stulecia, Kraków 1959; rękopis Biblioteki Jagiellońskiej nr 5267, (I. Janicki w przedmowie do S. Otwinowskiego: Gulistan – powątpiewał o autorstwie Erazma Otwinowskiego)

Uwaga: Edward Raczyński wydając w 1838 Dzieje Polski pod panowaniem Augusta II od roku 1696–1728 anonimowego autora, umieścił na karcie tytułowej nazwisko Erazma Otwinowskiego.